# Новоселка (Фатьяновский сельский округ)
Новоселка — село в Ростовском районе Ярославской области, входит в состав сельского поселения Петровское.

## География
Расположено на берегу реки Шумна в 23 км на запад от посёлка Петровское и в 45 км на юго-запад от Ростова.

## История
Одноглавая каменная церковь с колокольней была построена в 1794 году на средства г-жи Лешуковой, церковь имела три престола: Рождества Пр. Богородицы, Печерской Богородицы и свят. Николая.
В конце XIX — начале XX село входило в состав Новоселко-Пеньковской волости Ростовского уезда Ярославской губернии. В 1885 году в селе было 28 дворов.
С 1929 года село являлось центром Новосельского сельсовета Ростовского района, в 1935 — 1959 годах — в составе Петровского района, с 1954 года — в составе Фатьяновского сельсовета (сельского округа), с 2005 года — в составе сельского поселения Петровское.

## Население
| 1859 | 1914 | 2007 | 2010 |
| ---- | ---- | ---- | ---- |
| 258  | ↘250 | ↘20  | ↗52  |

## Достопримечательности
В селе расположена недействующая Церковь Рождества Пресвятой Богородицы (1794).